# Anaglyptus meridionalis
Anaglyptus meridionalis es una especie de escarabajo longicornio del género Anaglyptus, tribu Anaglyptini. Fue descrita científicamente por Matsushita en 1933.
Se distribuye por China. Mide 9-11 milímetros de longitud. El período de vuelo ocurre en los meses de abril, agosto y septiembre.